# Ердвег
Ердвег (њем. Erdweg) општина је у њемачкој савезној држави Баварска. Једно је од 17 општинских средишта округа Дахау. Према процјени из 2010. у општини је живјело 5.505 становника. Посједује регионалну шифру (AGS) 9174118.

## Географски и демографски подаци
Ердвег се налази у савезној држави Баварска у округу Дахау. Општина се налази на надморској висини од 500 метара. Површина општине износи 36,0 km². У самом мјесту је, према процјени из 2010. године, живјело 5.505 становника. Просјечна густина становништва износи 153 становника/km².